# Паралимпийский комитет Словакии

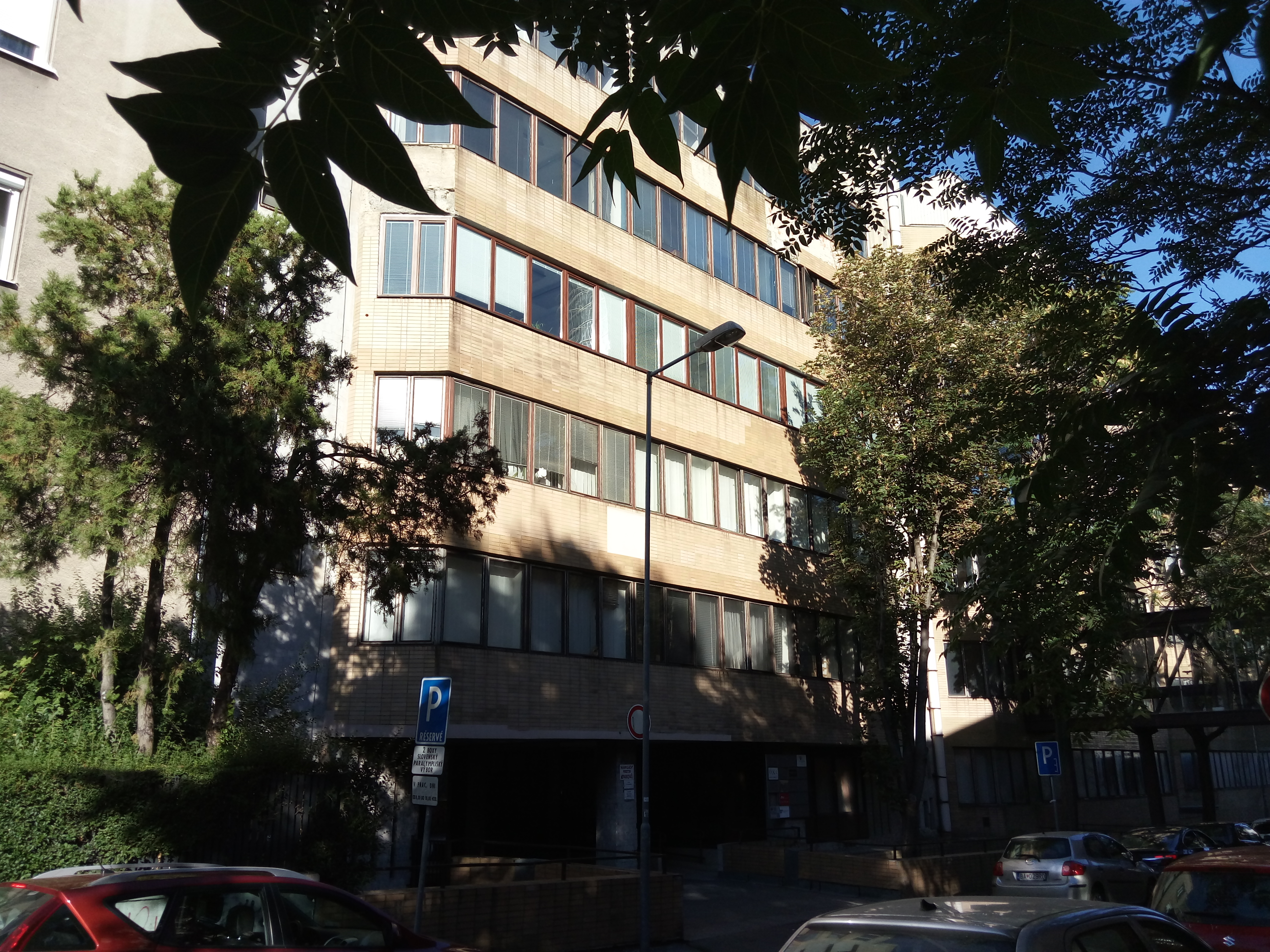
Штаб-квартира SPV в Братиславе

Паралимпийский комитет Словакии (словац. Slovenský paralympijský výbor, SPV) — гражданское объединение, управляющее паралимпийским движением в Словакии. SPV является членом Международного паралимпийского комитета с 3 июня 1995 года и Европейского паралимпийского комитета.

## История
Паралимпийский комитет Словакии создан в 1995 году и состоит в Международном паралимпийском комитете с 3 июня этого года. Объединение было создано по инициативе Словацкой ассоциации спортсменов с ограниченными физическими возможностями, Секции слепых и слабовидящих спортсменов Словакии, Словацкой ассоциации спортсменов с умственными недостатками и Словацкой ассоциации глухих спортсменов. Организация управляет несколькими паралимпийскими видами спорта, охватывает различные категории спортсменов-паралимпийцев.
Летние паралимпийские виды спорта в Словакии включают легкую атлетику, баскетбол, бочча, велоспорт, футбол, голбол, конный спорт, стрельбу из лука, плавание, настольный теннис, стрельбу, теннис, волейбол стоя и тяжелую атлетику. К зимним паралимпийским видам спорта относятся беговые и горные лыжи, хоккей, биатлон и кёрлинг. На 2022 год в Словакии не представлены следующие паралимпийские виды спорта: волейбол сидя, фехтование, регби, парусный спорт, дзюдо, конькобежный спорт и сноубординг.
С 1994 по 2018 годы словацкие спортсмены участвовали на тринадцати Паралимпийских играх, завоевали 114 медалей, из них 34 золотых.
С 2003 года SPV возглавляет паралимпийский чемпион Ян Ряпош.